# 卡特里娜·戈里
卡特里娜-李·戈里（英語：Katrina-Lee Gorry；1992年8月13日—），澳大利亚女子职业足球运动员，司职中场，目前效力于西漢姆聯女子足球俱樂部和澳大利亚国家女子足球队。她曾代表澳大利亚参加2024年夏季奥林匹克运动会女子足球比赛。